# Rétrodiffusion
Ne doit pas être confondu avec Rétrodiffusion (courrier électronique).
La rétrodiffusion est la partie de la diffusion d'ondes, de particules ou de signaux vers leur direction d'origine. Il s'agit généralement d'une réflexion diffuse, par opposition à une réflexion spéculaire provenant d'un miroir, bien qu'une rétrodiffusion spéculaire puisse se produire à incidence normale avec une surface. La rétrodiffusion a des applications importantes en astronomie, en photographie, en radar et en échographie médicale. L'effet opposé est la diffusion vers l'avant, par exemple lorsqu'un matériau translucide comme un nuage, diffuse la lumière du soleil et donne une lumière douce.

## Définition
Parfois, la diffusion est plus ou moins isotrope, c'est-à-dire que les particules entrantes sont diffusées de manière aléatoire dans diverses directions, sans préférence particulière pour la diffusion vers l'arrière. Dans ces cas, le terme « rétrodiffusion » désigne simplement l'emplacement du détecteur choisi pour certaines raisons pratiques :
- en imagerie par rayons X, la rétrodiffusion signifie juste la direction inverse à l'imagerie par transmission ;
- en spectroscopie à neutrons inélastiques ou rayons X, la géométrie de rétrodiffusion est choisie car elle optimise la résolution énergétique ;
- en astronomie, la lumière rétrodiffusée est celle qui est réfléchie avec un angle de phase inférieur à 90 ° à celui d'émission[1].

Dans d'autres cas, l'intensité de diffusion est augmentée vers l'arrière. Cela peut avoir différentes raisons :
- Dans alpenglow, la lumière rouge prévaut car la partie bleue du spectre est épuisée par la diffusion de Rayleigh ;
- Dans le gegenschein, une interférence constructive peut jouer un rôle ;
- Une rétrodiffusion cohérente est observée dans des milieux aléatoires (pour la lumière visible, ça se produit le plus souvent dans les suspensions comme le lait). En raison d'une faible localisation, une diffusion multiple améliorée est observée dans la direction arrière.

## Causes
La rétrodiffusion peut se produire dans des situations physiques assez différentes où les ondes ou particules entrantes sont déviées de leur direction d'origine par différents mécanismes :
- Réflexion diffuse à partir de grosses particules et diffusion Mie, provoquant l'alpenglow, le gegenschein et la rétrodiffusion radar ;
- Collisions inélastiques entre les ondes électromagnétiques et le milieu émetteur (diffusion Brillouin et diffusion Raman), importantes en fibre optique ;
- Collisions élastiques entre des ions accélérés et un échantillon (spectroscopie de rétrodiffusion de Rutherford) ;
- Diffraction de Bragg à partir de cristaux, utilisée dans des expériences de diffusion inélastique (rétrodiffusion neutronique, spectroscopie de rétrodiffusion des rayons X) ;
- Diffusion Compton, utilisée dans l' imagerie par rayons X à rétrodiffusion ;
- Rétrodiffusion stimulée observée en optique non linéaire et décrite par une classe de solutions à l'équation à trois ondes.

Les propriétés de rétrodiffusion d'une cible dépendent de la longueur d'onde et peuvent également dépendre de la polarisation. Les systèmes de capteurs utilisant plusieurs longueurs d'onde ou polarisations peuvent ainsi être utilisés pour déduire des informations supplémentaires sur les propriétés de la cible.

## Usages

### Analyse particulaire
En analyse radiochimique de la science des matériaux, la rétrodiffusion d'un faisceau d'ions ou d'électrons de haute énergie frappant un échantillon est utilisé pour en déterminer la structure.

### Guide d'ondes
Le procédé de rétrodiffusion est utilisé dans les applications de fibre optique et guide d'ondes pour détecter les défauts optiques. La lumière se propageant à travers ces milieux s'atténue exponentiellement en raison de la diffusion de Rayleigh. Si la pente du graphique logarithmique de la transmission est raide, la perte de puissance est élevée. Si la pente est douce, la fibre optique présente une caractéristique de perte satisfaisante. La mesure de la perte par la méthode de rétrodiffusion permet de mesurer un câble à fibre optique à une extrémité sans couper la fibre optique, par conséquent, il peut être utilisé de manière pratique pour la construction et l'entretien de fibres optiques.

### Photographie

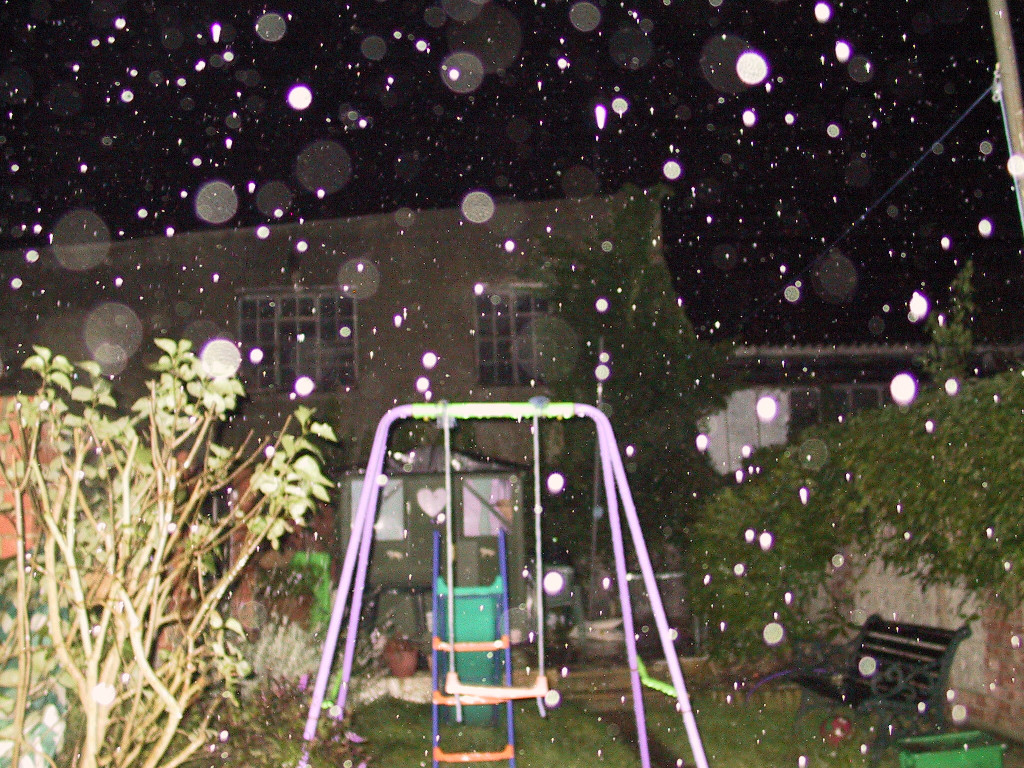
Orbes causés par les gouttes de pluie

Le terme rétrodiffusion en photographie fait référence à la lumière d'un flash ou d'un stroboscope réfléchissant les particules dans le champ de vision de l'objectif, provoquant l'apparition de taches de lumière sur la photo. Cela donne lieu à ce que l'on appelle parfois des artefacts orbitaux. La rétrodiffusion photographique peut résulter de flocons de neige, de pluie, de brouillard ou de poussière en suspension dans l'air. En raison des limitations de taille des appareils photo compacts et ultra-compacts modernes, en particulier des appareils photo numériques, la distance entre l'objectif et le flash intégré a diminué, diminuant ainsi l'angle de réflexion de la lumière vers l'objectif et augmentant la probabilité de réflexion de la lumière des particules normalement sous-visibles. Par conséquent, l'artefact d'orbe est courant avec de petites photographies d'appareils photo numériques ou argentiques,.

### Télédétection

Rétrodiffusion : principe du sondage radar.

La rétrodiffusion est le principe de base des systèmes d'échographie, du  radar, du sonar et du lidar. Ils utilisent tous la propriété qu'ont les cibles de renvoyer une partie de l'énergie incidente vers l'émetteur du signal ou un récepteur secondaire. En général, on utilisera la plage de la diffusion de Rayleigh pour obtenir une proportionnalité entre le signal incident et le retour. En mesurant le délai entre la transmission et la réception de l'impulsion rétrodiffusée par les différentes cible, on peut aussi déterminer leur distance à l'émetteur, donc leur position. À mesure que le capteur se déplace, l'enregistrement et le traitement du signal rétrodiffusé construisent une image en deux dimensions de la surface illuminée par les hyperfréquences.
Dans les radars météorologiques, la rétrodiffusion est proportionnelle à la 6ème puissance du diamètre de la cible multipliée par ses propriétés de réflexion inhérentes, à condition que la longueur d'onde soit plus grande que le diamètre des particules. L'eau est presque 4 fois plus réfléchissante que la glace, mais les gouttelettes sont beaucoup plus petites que les flocons de neige ou les grêlons et la rétrodiffusion dépend donc d'un mélange de ces deux facteurs. La rétrodiffusion la plus forte provient de la grêle et du gros grésil en raison de leur taille, mais les effets non-Rayleigh (diffusion Mie) peuvent perturber l'interprétation. Un autre retour important est la neige fondante qui combine la taille des flocons de neige et la réflectivité de l'eau et donne une amplification des retours appelée « bande brillante ». Les radars météorologiques à double polarisation mesurent la rétrodiffusion aux polarisations horizontales et verticales pour déduire des informations sur la forme et le type des précipitations.
Le scanner à rayons X capte la rétrodiffusion des rayons X de très faible énergie pour assurer la sûreté dans les aéroports. Il permet de visualiser les objets contenus dans un bagage, ou cachés sous des vêtements.